# ماجد أبو مراحيل
ماجد أبو مراحيل (أبو خليل؛ 5 يونيو 1963 - 11 يونيو 2024) منافس ألعاب أولمبية متقاعد من فلسطين.

## حياته
مثل فلسطين في أول مشاركة لها في الألعاب الأولمبية في دورة الألعاب الأولمبية الصيفية 1996 المنعقدة في أتلاتنا في سباق 10,000 متر حيث حصل على المركز 21 ولم يتأهل إلى الدور النهائي. حمل علم فلسطين في افتتاح دورة الألعاب الأولمبية الصيفية 2000.
اعتزل أبو مراحيل بعد دورة أتلانتا وأصبح مدربا لفريق ألعاب القوى التابع للجنة الأولمبية الفلسطينية. قام بتدريب العدائين بهاء الفرا وورود صوالحة على الجري في سباق 400 متر رجال و 800 متر سيدات على التوالي في دورة الألعاب الأولمبية الصيفية 2012 التي أقيمت في لندن.

## وفاته
في عام 2024 أصيب أبو مراحيل بفشل كلوي أثناء وجوده في مخيم النصيرات بسبب انقطاع التيار الكهربائي والنقص الطبي الناجم عن الحرب الإسرائيلية على قطاع غزة.
توفي في 11 يونيو 2024 نتيجة نقص التجهيزات الطبية عن عمر ناهز الحادية والستين.

## روابط خارجية
- ماجد أبو مراحيل على موقع الاتحاد الدولي لألعاب القوى (الإنجليزية)
- ماجد أبو مراحيل على موقع اللجنة الأولمبية الدولية (الإنجليزية)
- ماجد أبو مراحيل على موقع أوليمبيديا (الإنجليزية)